# هارلان فيسك ستون
هارلان فيسك ستون (بالإنجليزية: Harlan F. Stone)‏ (11 أكتوبر 1872 - 22 أبريل 1946) هو سياسي وقانوني أميركي. عمل كقاضى معاون في المحكمة العليا من عام 1925 إلى عام 1941 ثم أصبح رئيس المحكمة العليا الثاني عشر من عام 1941 إلى وفاته عام 1946. وكان أيضا النائب العام الثاني والخمسين للولايات المتحدة. ومن أشهر أقواله: «المحاكم ليست الوكالة الحكومية الوحيدة التي يفترض أن تكون لها القدرة على ممارسة السلطة». 
ولد ستون في مدينة تشيسترفيلد، نيو هامبشاير، وزاول القانون في مدينة نيويورك بعد تخرجه من كلية الحقوق في كولومبيا. أصبح عميد كلية كولومبيا للقانون وشريكا في شركة سوليفان أند كرومويل. وخدم في مجلس التحقيق في وزارة الحرب خلال الحرب العالمية الأولى الذي بحث في مصداقية معارضي الخدمة. عينه الرئيس كالفين كوليدج في منصب النائب العام في عام 1924. سعى ستون لإصلاح وزارة العدل في أعقاب العديد من الفضائح التي وقعت خلال إدارة الرئيس وارن جي. هاردينغ. كما تابع العديد من قضايا مكافحة الاحتكار ضد الشركات الكبيرة.
في عام 1925، قام كوليدج بترشيح ستون ليخلف القاضي المساعد المتقاعد جوزيف ماكينا، ونال ستون على تصديق مجلس الشيوخ على القرار مع معارضة من قلة. بدأ ستون أولا كمساعد رئيس المحكمة وليام هوارد تافت، وانضم إلى القضاة هولمز وبرانديز في الدعوة إلى ضبط القضاء واحترام الإرادة التشريعية. أصبح بعدها مساعدا للقاضي تشارلز إيفانز هيوز، شكل كل من ستون والقضاة برانديز وكاردوزو كتلة ليبرالية سميت الفرسان الثلاثة الذين صوتوا لدعم دستورية برامج الصفقة الجديدة. وكان تصويته للأغلبية في قضايا الولايات المتحدة ضد شركة داربي للخشب والولايات المتحدة ضد شركة كارولين مؤثرا في تشكيل معايير التدقيق القضائي.
في عام 1941، رشحه الرئيس فرانكلين روزفلت ستون ليخلف القاضي المتقاعد تشارلز إيفانز هيوز كرئيس للمحكمة، وسرعان ما صادق مجلس الشيوخ على تعيينه. ترأس ستون المحكمة في عدة قضايا خلال الحرب العالمية الثانية، وأيد رأي الأغلبية في المحاكمة التي أيدت قاضي المحكمة العسكرية في محاكمة ثمان مخربين ألمان. وكان رأيه المؤيد للأغلبية في قضية إنترناشنال للأحذية ضد واشنطن مؤثرا فيما يتعلق بالولاية القضائية الشخصية. شغل ستون منصب رئيس القضاة حتى وفاته في عام 1946. وكان صاحب أقصر فترة بين رؤساء القضاة، وكان أول رئيس للقضاة لم يخدم في مناصب انتخابية.

## روابط خارجية
- هارلان فيسك ستون على موقع الموسوعة البريطانية (الإنجليزية)
- هارلان فيسك ستون على موقع إن إن دي بي (الإنجليزية)